# Župnija Vuzenica
Župnija Vuzenica je rimskokatoliška teritorialna župnija dekanije Radlje-Vuzenica, v okviru koroškega naddekanata, ki je del Nadškofije Maribor.

Župnijska cerkev je cerkev sv. Nikolaja v Vuzenici.